# Aaron Hart
Pour les articles homonymes, voir Hart.
Aaron Philip Hart (hébreu : משה אורי בן יחזקאל), né le 16 août 1724 et mort le 28 décembre 1800, fut un homme d'affaires du Bas-Canada et le père du politicien Ezekiel Hart. Il est considéré comme le fondateur de la communauté juive du Canada et un des fondateurs de la synagogue Shearith Israel de Montréal.

## Biographie
Aaron Hart naquit à Londres, Angleterre, le 16 août 1724 dans une famille d'émigrés bavarois. Ses parents, Yehezkel (Ezekiel) et Judah Hirsh, anglicisèrent leur nom de famille en Hart.
Après un passage à la Jamaïque en 1756, Hart s'installa à New York avec ses proches. À la fin de la guerre de Sept Ans, il emménagea à Trois-Rivières en 1761 et devint maître de poste en 1761. En 1768, bien que de rite ashkénaze, il fonda la synagogue séfarade Shearith Israel.
Le 14 janvier 1768, Aaron épousa sa cousine Catherine Dorothea Judah à Portsmouth, en Angleterre. Après le mariage, ses cousins et ses beaux-frères le rejoindront à Trois-Rivières. 
Hart investit ensuite dans la traite des fourrures et acquit de nombreuses propriétés foncières, dont sept seigneuries. Il ouvrit un commerce à Trois-Rivières.
Il participa à l'expulsion des troupes de Richard Montgomery en 1777, pendant la guerre d'indépendance américaine.
Hart s'éteint à l'âge de 76 ans et fut inhumé dans le cimetière Alexandre. Sa dépouille fut ensuite transférée au cimetière Mont-Royal en 1909 lors de la fermeture des cimetières juifs de Trois-Rivières. 
Hart est aussi le père d'Ezekiel Hart, le premier juif élu à la Chambre d'assemblée du Bas-Canada mais dont la religion y causa deux fois son expulsion.